# Родники
Родники (рус. Родники) град је у Русији у Ивановској области.

## Становништво
| 1939.  | 1959.  | 1970.  | 1979.  | 1989.  | 2002.  | 2010.  |
| ------ | ------ | ------ | ------ | ------ | ------ | ------ |
| 26.996 | 29.282 | 30.002 | 30.637 | 32.088 | 28.447 | 26.318 |